# برج ستارهيل
برج ستارهيل في دبي، الإمارات العربية المتحدة، يُعد مشروعًا سكنيًا مطلًا على الواجهة البحرية يتكون من برجين توأم ومكاتب وفندق 5 نجوم ومركز تسوق. يوفر برج المكاتب المكون من 31 طابقًا في المشروع مساحات مكتبية مملوكة بالكامل تتراوح من 934 إلى 1645 قدمًا مربعًا (86.8 إلى 152.8 مترًا مربعًا).
كان من المتوقع تسليم هذا المشروع بحلول عام 2010 وتم الانتهاء منه في الموعد المحدد.